# Alternativna tehnologija
Alternativna tehnologija (tudi zelena tehnologija) je tehnologija, ki je prijaznejša do okolja z vidika okoljevarstva od funkcijsko enakih tehnologij, ki prevladujejo v današni praksi.
Cilj alternativne tehnologije je učinkovita raba virov v nasprotju s praksami, ki se uporabljajo danes.Glavni cilj alternativne tehnologije je povzročiti minimalno škodo v okolju, po dostopni ceni in hkrati doseči ustrezno stopnjo nadzora procesa.Ta tehnologija je zelo pomembna za  države v razvoju zaradi nizke cene in enostavnega vzdrževanje.
Alternativne tehnologije so del okoljske politike za zaščito okolja. Nastajajo nekatera  vprašanja ki se nanašajo na alternativne tehnologije: 
- so prektične za široko uporabo ne glede na njihovo stroškovno učinkovitost
- ali bi širitev uporabe negativno vplivala na gospodarstvo,način življenja in okolje
- kako uvesti hitre spremembe: z dodelovanjem subvencij ali z zakonom omejiti uporabo tehnologij, ki so škodljive okolju.
- kakšne spremembe bi bilo treba uvesti in kako jih financirati; katera področja alternativnih tehnologij je treba uvesti.

Izraz je izumil Peter Harper, ustanovni član Centra za alternativne tehnologije, North Wales (znani kot "Quarry"), v reviji Undrecurrents v sedemdesetih.
Ta tehnologija se lahko najbolj razvije v proizvodnih industrijskih obratih v manjših regijah. Taki obrati imajo pomembno vlogo pri post-revolucionarne družbe. Organizacija kolektivnega načina življenja s popolno razvito ustrezno tehnologijo se bo izkazala kot izredno pomembna, ko pride čas temeljnih sprememb v gospodarstvu.— P.Harper, 1970
Gibanje za alternativno tehnologijo je razvilo vizijo družbe, ki jo sestavljajo navadni ljudje, ki živijo v avtonomnih samozadostnih skupnostih (na vasi ali okolici mesta). Vrtovi z naprednimi okoljskimi rešitvami, polja z različnimi pridelki in nizko-produktivna gospodarstva, odpadne vode spremenjene v gnojila za vrtove in pridobivanje bioplina za pridobivanje energije in potrebe gospodinjstev, zgrajene sončne elektrarne, ogrevanje in pridobivanje tople vode , veter za proizvodnjo elektrike, male obrtne delavnice za proizvodnjo orodij in popravila, itd...
Nekatere alternativne tehnologije so bile v preteklosti, ali bodo v prihodnosti na široko sprejeta, zato jih ne moremo več šteti kot »alternativne« na primer uporaba vetrne elektrarne za proizvodnjo električne energije.
Med alternativne tehnologije spadajo:
1. anaerobna razgradnja biomase (pridobivanje bioplina)
2. kompostiranje
3. gorivne celice z močnim oksidom kot elektroitom
4. goriva za avtomobile razen bencina in nafte
5. uporaba komunalnih vod
6. uporaba fotocelic za pridobivanje električne energje s pomočjo sončne energije
7. mehanično biološka obdelava odpadkov
8. recikliranje
9. vetrne elektrarne